# Villa (Val di Zoldo)
Villa (La Vila in ladino zoldano) è una frazione del comune italiano di Val di Zoldo, in provincia di Belluno.

## Geografia fisica
Sorge sulla riva sinistra del torrente Maè.

## Storia
Villa in passato fu parte di Dont che era sede di una regola comprendente anche i villaggi di Foppa, Sottorogno, Pradel e Cercenà. L'ente fu soppresso sotto Napoleone per essere sostituito dagli odierni comuni.

## Monumenti e luoghi d'interesse

### Chiesa della Madonna del Rosario
Il piccolo edificio venne realizzato tra il 1893 e il 1894 dagli abitanti del luogo, in sostituzione di un oratorio demolito anni addietro. La costruzione procedette a rilento, soprattutto a causa della scarsità di mezzi di cui disponeva la popolazione.
Non presenta aspetti artistici di particolare rilevanza, ma è tutt'oggi gelosamente custodita dagli abitanti.